# Кестенява овесарка
Кестенява овесарка (Emberiza rutila) е вид птица от семейство Овесаркови (Emberizidae).

## Разпространение и местообитание
Разпространен е във Виетнам, Индия, Китай, Лаос, Мианмар, Монголия, Непал, Пакистан, Русия, Северна Корея, Тайланд, Южна Корея и Япония.